# Teneguía
Le Teneguía est un cône de cendres monogénétique du volcan Cumbre Vieja aux Canaries, un évent actif une seule fois et considéré comme peu susceptible de le redevenir.

## Géographie
Il est situé à l'extrémité sud de la section subaérienne du volcan Cumbre Vieja (dont il n'est qu'une des nombreuses bouches éruptives) sur l'île de La Palma, une des îles Canaries.

## Histoire
Jusqu'à l'éruption volcanique de La Palma de 2021, cet évent était à l'origine de la dernière éruption volcanique subaérienne en Espagne, survenue du 26 octobre au 28 novembre 1971. 
Des tremblements de terre ont précédé l'éruption. L'éruption a tué un pêcheur âgé qui s'est approché trop près de la lave et a été asphyxié par les fumées. L'éruption a également causé des dommages matériels et détruit une plage, bien qu'une nouvelle se soit formée plus tard par des moyens naturels. Les zones peuplées n'ont pas été affectées. L'évent, devenu une attraction pour les touristes, fait partie du Monumento Natural de Los Volcanes de Teneguía.